# Borgue Old House

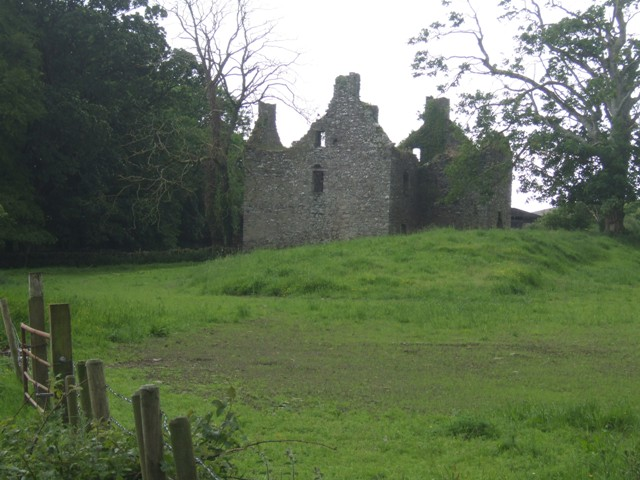
Borgue Old House

Borgue Old House ist ein Wohngebäude nahe dem schottischen Weiler Borgue in der Council Area Dumfries and Galloway. 1971 wurde das Bauwerk in die schottischen Denkmallisten in der höchsten Denkmalkategorie A aufgenommen.
Heute ist Borgue Old House nur noch als Ruine erhalten. 1992 wurde es in das schottische Register gefährdeter denkmalgeschützter Bauwerke aufgenommen. Sein Zustand wird als Ruine, jedoch mit moderater Gefährdung auf Verschlechterung eingestuft.

## Beschreibung
Das etwa 200 m östlich von Borgue gelegene, zweistöckige Wohngebäude stammt aus dem Jahr 1680. Obschon es sich um eine Ruine handelt, sind die Außenmauern weitgehend erhalten. Borgue Old House wies ursprünglich einen L-förmigen Grundriss mit Schenkellängen von 14,6 sowie 9,2 m auf. Später wurde ein Anbau hinzugefügt, sodass ein U-förmiger Grundriss entstand. Ein weiterer Flügel, wahrscheinlich ebenfalls späteren Datums und als Treppenturm genutzt, geht von der Nordseite ab. Das Mauerwerk besteht aus Bruchstein. Nur an den Gebäudekanten sowie Einfassungen wurde grob zu Quadern behauener Stein eingesetzt.
Der Haupteingang befindet sich mittig an der Südseite. Verhältnismäßig groß dimensionierte Fenster mit profilierten Einfassungen flankieren das Portal. Im Inneren ist ein Kamin mit ornamentiertem Sturz erhalten. An der Südostseite geht ein einstöckiger Anbau ab. In diesem sind Fragmente eines offenen Kamins mit Rundbogen erhalten, der wahrscheinlich im 19. Jahrhundert zu einem Herd umgebaut wurde. Das Gebäude schloss mit Satteldächern ab, die jedoch zwischenzeitlich eingestürzt sind.